# Union congrégationnelle du Guyana
 (octobre 2023).
Si vous disposez d'ouvrages ou d'articles de référence ou si vous connaissez des sites web de qualité traitant du thème abordé ici, merci de compléter l'article en donnant les références utiles à sa vérifiabilité et en les liant à la section « Notes et références ».
La Guyana Congregational Union (GCU - Union congrégationnelle du Guyana) est une église protestante du Guyana. Elle est membre de la Communion mondiale d'Églises réformées, de la Conférence des Églises de la Caraïbe et de l'Alliance réformée mondiale. Elle rassemble près de 2500 fidèles.

## Historique
Les débuts de l'Union congrégationnelle[Quoi ?] du Guyana remontent à 1808 lorsque John Wray, de la London Missionary Society arrive en Guyane britannique, qui était alors dirigée par les Néerlandais. Lui et ses successeurs connaissent une forte opposition dans l'implantation d'églises. 
Le Congrégationalisme se propage rapidement après l'abolition de l'esclavage en 1834. Les Britanniques fondent la Guyana Congregational Union en 1883. Lorsque la London Missionary Society retire son appui, elle cesse pratiquement d'exister. 
En 1908, la Colonial Missionary Society a apporté son soutien. En 1942, l'Union commence sa mission parmi les Indiens Arawak vivant à l'intérieur du pays. Après 1942, l'Union entreprend un ministère conjoint avec d'autres confessions parmi les mineurs de bauxite. Elle est toujours aidée par le Council for World Mission.